# 3-й Берлинский международный кинофестиваль
3-й Берлинский международный кинофестиваль прошёл с 18 по 28 июня 1953 года в Западном Берлине.

## Конкурсная программа
- Деревня , режиссёр Леопольд Линдтберг
- Там, где видны фабричные трубы, режиссёр Хэйноскэ Госё
- Плата за страх, режиссёр Анри-Жорж Клузо
- Зелёная магия, режиссёр Джан Гаспаре Наполитано
- Человек на канате, режиссёр Элиа Казан
- Процесс над городом, режиссёр Луиджи Дзампа
- Ein Herz spielt falsch Рудольф Югерт
- Der Kampf der Tertia, режиссёр Эрик Оде
- Каникулы господина Юло, режиссёр Жак Тати

## Награды
- Золотой медведь:
  - Плата за страх, режиссёр Анри-Жорж Клузо
- Серебряный медведь:
  - Зелёная магия, режиссёр Джан Гаспаре Наполитано
- Бронзовый медведь:
  - Деревня, режиссёр Леопольд Линдтберг